# Щетников, Сергей Геннадьевич
Серге́й Генна́дьевич Ще́тников (4 августа 1969) — советский футболист, полузащитник. Выступал за московское «Динамо».
Бронзовый призёр юношеского чемпионата Европы 1986.
Свой единственный матч в высшей лиге сыграл 30 июля 1989 года, в матче 20-го тура против «Спартака», выйдя на замену на 85-й минуте вместо Сергея Деркача. В 1987 и 1989 годах Щетников играл за дубль команды в первенстве дублёров. В 1988 и 1989 годах сыграл 7 матчей и забил 1 гол в Кубке Федерации.
Завершил карьеру из-за травмы.